# 微小病變
微小病變（Minimal Change Disease、又稱"無病變"(Nil Lesions)或"無病"(Nil Disease/類脂性腎病)）是一種導致腎病症候群的腎疾病，通常會影響到小孩(高峰期介於2-3歲間發病)。

## 流行病學
微小病變最常見於年幼小孩，不過可能發生於年齡較大的小孩和成人裏。這是迄今為止、腎病症候群(NS)中之1至7歲小孩最常見的病症，也是佔這些診斷的大部分(約90％)。在青少年中所發展出的腎病症候群(NS)，大半的時間它是由微小病變所造成的。它也可能發生於成人裏，不過佔成人腎病症候群的診斷不足20％。在不到10歲的小孩間，男生比起女生似乎更容易發展出微小病變。而微小病變病在成人中超過80歲以上的人被診斷出的次數是越來越多。
人們往往以一種或多種自體免疫性的缺損狀況、而造成提高患微小病變的風險。微小病變也增加了身體發展其他自體免疫性缺損狀況之機會。
大多數情況下，MCD是"特發性"(idiopathic)，不過也出現了第二次MCD鑒定出來的原因，包括藥物治療、免疫、腫瘤及感染。病例的報告及文獻綜述表明MCD和惡性腫瘤，尤其是"血液惡性腫瘤"(hematologic malignancy)，如"霍奇金病"(Hodgkin’s disease)，"非霍奇金淋巴瘤"(non-Hodgkin lymphomas)，或白血病之間有所關聯。和結腸直腸癌相關的MCD是較不常見的，且至目前爲止已只有少數病例的報導。

## 症狀
症狀為蛋白尿(洩漏白蛋白到尿液/身體內白蛋白減少,一般可用"點滴式的白蛋白"(如:Plasbumin®-25)等來補充)及水肿(保水(Water retention (medicine))。腎病症候群(NS)是一個通用術語，它指的是蛋白質損失到尿液中、如低白蛋白血症(hypoalbuminemia)及水腫。許多病徵情況被歸類為腎病症候群，微小病變是較獨特的，因為它是唯一一個在光學顯微鏡下缺乏任何病理學上證據的病徵(也因此而得名)。

### 蛋白質損失與水腫現象
當蛋白質損失到尿液中時，蛋白濃度在血液中減少、從而降低了相對於"間質組織"(interstitial tissue)的血管內之膠體滲透壓。因膠體滲透壓功能的維持主要是依靠白蛋白的提供，而膠體滲透壓是使静脉端之組織液重新流回血管內的主要動力。當膠體滲透壓降低時、流體(水分/組織液)則從"血管腔隙"(vascular compartment)中流至"間質隔室"(interstitial compartment)，而此序列活動的現象則稱為"腫脹"即所謂的水腫。水腫通常在腳和腿可以觀察得到，特別是在個人功能不良的"靜脈瓣"(venous valves)，並積在肚子或腹部(腹水)，或則積在眼睛周圍，不過也可能發生在身體的任何部位，特別是重力有影響到的身體下(肢)部位。此外、因為這在體內停留的額外流體，使得在許多患者中經常會有體重增加及感受到疲勞的現象，比如、衣服和鞋子不再合適。有些人會注意到他們的尿液、因在尿液中的過量的蛋白質，而變得比較有"泡沫"(frothy)或則有"泡沫狀"(foamy)，並且會發現它們的排尿次數減少。

## 病理機制
多年來病理學家在光學顯微鏡下觀察標本時，發現沒有什麼變化；故名"微小病變"。由於电子显微镜的出現，現在被稱為這種疾病標誌的"(微小)病變"就被發現。這些現象是屬於①臟層上皮細胞(visceral epithelial cells/podocyte)足突(足细胞消失)瀰漫性的損失，②空泡化，以及③微絨毛生長的臟層上皮細胞。
微小病變的病理是不清楚的，並且目前認為是一種原發症(idiopathy/自發病)。在病理學上似乎不涉及补体系统，免疫球蛋白，或"免疫複合物沉積"等因素。相反的，利用T细胞分泌異常的淋巴因子所改變的"細胞介導免疫反應"(cell-mediated immunologic response)、被認為是可以在腎小球基底膜(GBM)上降低陰離子的產生，致經由靜電斥力的減少從而增加了對血清白蛋白的"腎小球通透性"(glomerular permeability)。而陰離子電荷的損失也被認為是有利於"足突融合"(foot process fusion)。"病原體"(etiological agent)是多少有點神秘性，但病毒如EB病毒，及食物過敏是有些牽連的。此外，負責的確切细胞因子還有待闡明，與IL-12，IL-18和IL-13有關方面已被大量研究過，然而從來沒有決定性地牽連到。

### 遺傳學
蛋白酪氨酸磷酸酶受體O型 - 又稱"腎小球上皮蛋白1"(GLEPP1)已被證明在許多情況下顯示出突變。

## 治療
可以使用強的松配合"血壓型"的藥物，而通常使用血管紧张肽I转化酶抑制剂(ACE抑製劑)如賴諾普利(lisinopril)。一些腎科醫師開始會以ACE抑製劑試圖降低血壓，以推送蛋白質穿過細胞壁進而減少蛋白尿。在某些情況下、皮質類固醇可能不是必要的，如果微小病變的情況是輕度的、僅以ACE抑製劑來處理就足夠。通常肝在微小病變的情況下是過度活動着，為的是試圖替換丟失的蛋白質和多產生膽固醇。因此，他汀類的藥物，通常用於持續的治療上。當尿液沒有蛋白質時，該藥物就可以被終止。然而50％的患者還是會復發，需要用免疫抑制類的藥物如环孢素和他克莫司(Tacrolimus)等做進一步的治療。
微小病變通常能夠對初始治療者有較好地效應，超過90％的患者對於在6-8個星期內使用口服類固醇也有較佳的反應，且大部分的患者對於病變具有完全緩解的效果。腎病症候群(NS)的症狀通常都可治愈，不過微小病變可能需要2周至數個月才可以。年齡小的孩子，通常有可能比成年人更快患有微小病變。然而，患有微小病變的小孩3個中有2個的NS症狀會再發生，稱為"復發"，尤其是在感染或過敏反應之後。這種是典型的情況，並且通常需要額外的治療。許多孩子在微小病變開始痊癒之前、會經歷3到4次的復發。有些孩子需要更長期的治療，以保持對MCD的控制。似乎，更多的時候MCD沒有復發，那不會出現復發的機會就愈大。在大多數患微小病變的小孩而言，特別是那些對MCD有典型回應的小孩，他們的腎臟觀察來看僅有微小的而不是永久性地損壞。
大多數患微小病變的小孩使用類固醇治療，則腎病症候群(NS)的症狀就會消失、稱之為緩解(Cure#Remission)。這種情況在年幼的孩子通常發生得更快、需2至8週，但成年人需要3到4個月。通常類固醇的劑量，起初將相當的高，持續1到2個月。當尿蛋白水平已經恢復正常，類固醇可以逐漸在幾個星期內撤用(避免觸發腎上腺危象(Adrenal crisis))。最初給予較長的時間週期的類固醇、被認為是可以減少復發的可能性。大多數患微小病變的小孩對這種治療會有所反應。
甚至在起初對類固醇反應良好的病患，也是常見到會有復發週期(返回NS的症狀)。80％得到微小病變的病患會復發。因為會有復發的潛在性，醫生可能會開處方治療並教導病人居家時如何使用工具來檢查尿蛋白的水平。開始時對類固醇有反應的小孩，3個中有2個至少會經歷一次復發過程。通常，當復發情況發生時類固醇需要再服用，雖然類固醇在復發時治療的總持續時間通常比起該疾病的初始治療期間來的短。
當類固醇效果不夠，或在不耐受或特定禁忌症的情況下要來取代它時，有一些免疫抑制藥物就可以添加到類固醇裡。

## 外部連結
- Minimal Change Disease Morphology | MedchromeImages （页面存档备份，存于）
- Kidcomm – An online resource for parents dealing with childhood kidney diseases
- National Kidney Foundation （页面存档备份，存于）